# Поділля (футбольний клуб, Васильківці)
Спортивний клуб "Поділля" - український аматорський спортивний та футбольний клуб з села Васильківці Тернопільської області.                

## Історія
Перша футбольна команда у Васильківцях була створена у 1930 році під назвою "Сокіл". 
Після Другої світової війни команда припинила існування до 1956 року, коли відродилася під назвою "Колгоспник". У 80-ті команда отримала назву "Поділля". У 90-ті стався занепад команди. 
У 2006 році команда під керівництвом Ігоря Козелка стала чемпіоном України серед сільських команд. У ті роки команда постійно здобувала трофеї у чемпіонаті Гусятинського району. 
У 2019 році команда вирішила спробувати свої сили у Чемпіонаті Тернопільської області. У області тоді було організовано три ліги - вищу, першу та другу, "Поділля" як дебютанти потрапили у останню. У запеклій боротьбі за чемпіонство між васильківчанами та "Медоборами" з Зеленого перемогу святкували останні, проте не зуміли обіграти свого суперника у двох очних матчах - у обох "Поділля" святкували перемогу 0:2 та 2:1, хоча за словами головного тренера команди Володимира Пушкаренка, команда задачу на сезон виконала. За підсумками сезону перемогу в номінації "Кращий воротар" заслужено здобув голкіпер "Поділля" Юрій Зянько. 
У "ковідному" сезоні 2020 року, кількість команд, які виявили бажання грати у обласному чемпіонаті зменшилася і васильківчанам було запропоновано грати у вищій лізі області, проте клуб відмовився від цієї пропозиції і вирішив грати у першій лізі, де і команда здобула право грати у минулому сезоні. За підсумками сезону команда знову підвищилася у класі, проте стати чемпіонами знову не вдалося - цього разу на заваді стала "Рідна Борщівщина", яка краще провела фініш чемпіонату та зуміли взяти золоті медалі першої ліги. 
У дебютному сезоні у вищій лізі "подоляни" зуміли зайняти 5 місце. Наступного сезону 2022 року зайняли теж саме 5 місце. 
У сезоні 2023 команда через ряд причин, вирішив виступати у найнижчому дивізіоні - Другій Лізі Тернопільської області. Там СК "Поділля" зуміли здобути перемогу, ставши достроковими чемпіонами за 2 тура до закінчення чемпіонату. Також команда виграла Лігу Чемпіонів Тернопільщини, ставши першою командою не з Тернопільського району, яка вигравала цей турнір. Кубок Тернопільської області команда покинула у чвертьфіналі, поступившись майбутньому переможцю - "Агрону". 
У 2021 року клуб заявив команду "Поділля-2" у Гусятинську територіальну лігу, де вона зуміла здобути срібні медалі, проте святкувала перемогу у Кубку територіальної ліги. У 2022 році "Поділля-2" стали чемпіонами у Чортківській територіальній лізі, а також зуміли виграти Кубок Чортківського району, перегравши у фіналі ФК "Косів" з рахунком 4:2.

## Стадіон
У 2018 році був відкритий спортивний комплекс "Поділля". Це комплекс відкритих площинних спортивних споруд, що включає футбольне та резервне поля, футбольний майданчик зі штучним покриттям, роздягальні з душовими для футболістів та арбітрів і трибуни для глядачів. Поле стадіону було реконструйоване, обладнане автоматичним поливом. Також зведено адміністративний будинок стадіону. У 2022 році було встановлено електронне табло.
У 2021 році на стадіоні проводився фінал Кубка Тернопільської області між  ФК "Агрон" Великогаївська ОТГ та ФК "Нива" Теребовля. Перемогу у матчі святкували перші..